# Khera Khurd
Khera Khurd là một thị trấn thống kê (census town) của quận North West thuộc bang Delhi, Ấn Độ.

## Nhân khẩu
Theo điều tra dân số năm 2001 của Ấn Độ, Khera Khurd có dân số 8813 người. Phái nam chiếm 56% tổng số dân và phái nữ chiếm 44%. Khera Khurd có tỷ lệ 72% biết đọc biết viết, cao hơn tỷ lệ trung bình toàn quốc là 59,5%: tỷ lệ cho phái nam là 78%, và tỷ lệ cho phái nữ là 65%. Tại Khera Khurd, 13% dân số nhỏ hơn 6 tuổi.